# Pycnora praestabilis
Pycnora praestabilis är en lavart som först beskrevs av William Nylander och som fick sitt nu gällande namn av Joseph Hafellner. 
Pycnora praestabilis ingår i släktet Pycnora och familjen Lecanoraceae.  Arten är reproducerande i Sverige. Inga underarter finns listade i Catalogue of Life.